# Coleophora vulpecula
Coleophora vulpecula là một loài bướm đêm thuộc họ Coleophoridae. Nó được tìm thấy ở Đức to bán đảo Iberia, Ý và Bulgaria. Nó cũng được tìm thấy ở miền bắc Nga.
Ấu trùng ăn Onobrychis arenaria. 